# Палашей, Анастейша
Анастейша Па́лашей (англ. Annastacia Palaszczuk; род. 25 июля 1969, Durack) — государственный и политический деятель Австралии. Дочь регионального политика из Австралийской лейбористской партии Генри Палашея, родившегося в Германии в польской семье, эмигрировавшей в Австралию вскоре после Второй мировой войны.

## Биография
Окончила Университет Квинсленда (имеет академическую степень бакалавра права), Лондонскую школу экономики и политических наук (имеет академическую степень магистра) и Австралийский национальный университет, где была в аспирантуре. После получения образования работала в органах государственной власти штата Квинсленд.
В 2006 году после ухода своего отца из политики Анастейша Палашей была избрана на его место в парламент Квинсленда. В 2012 году она стала лидером оппозиции после поражения на выборах премьера Анны Блай. В январе 2015 года Австралийская лейбористская партия победила на выборах в Квинсленде, и Анастейша Палашей стала главой нового правительства штата.